# 克什克腾部
克什克腾部是明代察哈尔八部之一、清朝蒙古部落，又译称克失旦、克失探、克锡克腾，克什克腾词源为元朝时蒙古大汗护卫“客失克田”、“怯薛歹”。 
16世纪初，达延汗统一东蒙古，其子阿赤赖台吉统辖克什克腾部。16世纪中期以后，牧地在明朝蓟州镇边外两千五百多里处。1634年，林丹汗败于皇太极，阿赤赖台吉后裔索诺木率部降附後金。清顺治九年（1652年）授札萨克一等台吉，编为一旗，属昭乌达盟。今内蒙古自治区赤峰市有克什克腾旗。